# Макс Лоренц (футболіст)
Макс Лоренц (нім. Max Lorenz, нар. 19 серпня 1939, Бремен) — німецький футболіст, що грав на позиції півзахисника за клуби «Вердер» і «Айнтрахт» (Брауншвейг), а також національну збірну Німеччини, у складі якої — віце-чемпіон світу 1966 року і бронзовий призер ЧС-1970.

## Клубна кар'єра
У дорослому футболі дебютував 1960 року виступами за команду клубу «Вердер», в якій провів дев'ять сезонів, взявши участь у 250 матчах чемпіонату.  Більшість часу, проведеного у складі «Вердера», був основним гравцем команди. За цей час виборов титул чемпіона Німеччини та допоміг команді 1961 року здобути свій перший Кубок Німеччини.
Завершив професійну ігрову кар'єру у клубі «Айнтрахт» (Брауншвейг), за команду якого виступав протягом 1969—1972 років.

## Виступи за збірну
1965 року дебютував в офіційних матчах у складі національної збірної Німеччини. 
Наступного року поїхав на чемпіонат світу 1966 до Англії, де німці дійшли фіналу, в якому у додатковий час поступилися господарям турніру і здобули лише «срібло». На цьому мундіалі Лоренц був резервним гравцем і на поле не виходив.
За чотири роки був учасником чемпіонату світу 1970 року у Мексиці, де провів єдину гру — матч за третє місце проти Уругваю, в якому німецька команда мінімально виграла 1:0, здобувши бронзові нагороди турніру.
Загалом протягом кар'єри у національній команді, яка тривала 6 років, провів у формі головної команди країни 19 матчів, забивши 1 гол.

## Титули і досягнення
- Чемпіон Німеччини (1):

«Вердер»: 1964-1965
- Володар Кубка Німеччини (1):

«Вердер»: 1961
- Віце-чемпіон світу: 1966
- Бронзовий призер чемпіонату світу: 1970